# AIK Basket
AIK Basket är en basketsektion inom idrottsklubben AIK. Klubben bilades på Norrmalm i centrala Stockholm år 1891. Basketsektionen kom till av initiativtagarna Stefan Jovanovic och Adam Lockner efter ett extra årsmöte torsdagen den 5 mars 2015 i Solna Gymnasiet, där 143 röstberättigade enhetligt biföll förslaget till en ny sektion inom AIK.  
Den 22 juli 2016 tog AIK Basket över Solna Vikings dam- och ungdomsverksamhet då den forna storklubben haft flera år av ekonomisk misskötsel och till slut valt att avveckla sin verksamhet.